# L'Homme qui voulait vivre sa vie
L'Homme qui voulait vivre sa vie (en francès "L'home que volia viure la seva vida") és una pel·lícula de thriller psicològic francesa del 2010 dirigit per Éric Lartigau, i protagonitzada per Romain Duris, Marina Foïs, Niels Arestrup i Catherine Deneuve. La història està adaptada de la novel·la de 1997 The Big Picture de Douglas Kennedy.

## Argument
Paul Exben té una història d'èxit destacada: soci d'un dels despatxos d'advocats més prestigiosos de París, amb un sou important, una casa àmplia, una dona glamurosa i dos fills que podrien adornar fàcilment les pàgines d'un catàleg de moda de gamma alta. Tanmateix, el seu món es trenca quan descobreix la aventura de la seva dona Sarah amb Greg Kremer, un fotògraf local.
Durant una explicació individual amb Grégoire Kremer, l'amant, que es mostra menyspreatiu i insultant, la discussió s'encalça i el mata per accident. Aleshores decideix deixar-ho tot: dona, fills, casa i feina.
Comença advertint l'Anne que no recuperarà les seves accions. Al mateix temps, prepara metòdicament la seva desaparició. En primer lloc, amaga el cos de Grégoire en un congelador durant uns dies. Aleshores, envia correus electrònics falsos de la seva víctima informant a tothom d'una sortida inesperada. Aleshores, fa papers falsos en nom d'ell. Finalment, salpa amb el seu veler per llançar el cos de Grégoire al mar i finalment fa volar el vaixell per fer semblar que va morir en l'explosió. Aleshores, surt a la carretera amb el cotxe de Grégoire i marxa d'incògnit a Montenegro, en un poble lluny de tot, on lloga un cau.
Allà ronda el poble, el port, el cementiri de vaixells, fa fotos sinceres i finalment viu la seva passió: la fotografia. Es fa amic de Bartholomew, un vell borratxo francès com ell a qui inicialment confon per sense sostre, però que de fet treballa per a una revista d'art. Així coneix l'Ivana, la redactora en cap de la revista, amb qui comença una relació, i que ràpidament el fa famós.
Però Paul s'adona que aquesta notorietat emergent és incompatible amb la falsa identitat que s'ha donat a si mateix. Així que torna a simular una mort i fuig en un vaixell de càrrega, aquesta vegada a Amèrica del Sud. Durant la travessia, és testimoni d'un crim col·lectiu: la tripulació llença al mar immigrants il·legals. Descobert mentre feia fotos d'aquests assassinats, al seu torn és llençat a l'aigua. Un dels tripulants que va voler posar-se al seu costat és llançat al seu torn per la borda, però va tenir temps de llançar un bot de supervivència al mar, cosa que els va salvar a tots dos. Paul pot salvar un negatiu de les fotos i l'afer causa un gran escàndol. Però, com que no pot donar-se a conèixer, és el seu company de desgràcia qui es fa famós en el seu lloc.
I Paul torna a amagar-se a la seva vida errant sense fi.

## Repartiment
- Romain Duris - Paul Exben
- Marina Foïs - Sarah Exben
- Niels Arestrup - Bartholomew
- Branka Katić - Ivana
- Catherine Deneuve - Anne
- Éric Ruf - Grégoire Kremer
- Enzo Caçote - Hugo
- Esteban Carvajal Alegria - Valéry Grey
- Pierre-Ange Le Pogam – Erwan, el mariner bretó
- Jean-Paul Bathany - Jean-Claude

## Rodatge
Els exteriors del Mar Adriàtic van ser filmats en part a les boques de Kotor a Montenegro.
Les costes del golf de Morbihan, Crac'h (la casa a Bretanya), el Pont de Kérisper a La Trinité-sur-Mer, el petit [[[Port de Bono|port pesquer de Bono]], prop de Locmariaquer.
Les escenes a París tenen lloc a rue de l'Amiral-d'Estaing i al restaurant japonès Matsuri, rue de Passy 2-4 (16è districte de París), així com al 7è districte (place du Palais-Bourbon,  musée du Quai Branly i avenue de La Motte-Picquet).

## Recepció
La pel·lícula va ser elogiada per la crítica. El lloc web d'agregació de ressenyes Rotten Tomatoes dóna a la pel·lícula una puntuació del 88% basada en les ressenyes de 41 crítics, amb una puntuació mitjana de 7/10.

## Reconeixements
La pel·lícula va rebre dues nominacions al 36a cerimònia dels Premis César : millor actor secundari per Niels Arestrup i millor adaptació per Éric Lartigau i Laurent de Bartillat.